# 竹之坊
竹之坊（たけのぼう）は、山梨県南巨摩郡身延町身延にある日蓮宗の寺院。身延山久遠寺の宿坊として最古級の坊。潮師法縁。

## 歴史
- 弘安3年（1280年）大国阿闍梨日朗（六老僧の一人）を開山に創建された。数度の移転を経て現在地に移転した。
- 明治20年（1887年）には中町より出火した火災が類焼し諸堂を焼失した。

## 人物
- 妙性院（大久保長安の後室） 夫の没後この寺で過ごし元和4年（1618年）に亡くなるとその庵が坊舎に転用された。

## 旧末寺
日蓮宗は昭和16年に本末を解体したため、現在では、旧本山、旧末寺と呼びならわしている。
- 正和山妙覺寺（富士宮市猫沢）

## 参考資料
- 『身延町誌』身延町（1970年）
- 日蓮宗寺院大鑑編集委員会『宗祖第七百遠忌記念出版 日蓮宗寺院大鑑』大本山池上本門寺 （1981年）